# リトル・マーメイド (2023年の映画)
『リトル・マーメイド』（英語: The Little Mermaid）は、2023年のアメリカ合衆国のファンタジー・ミュージカル映画。ハンス・クリスチャン・アンデルセンの1837年のおとぎ話『人魚姫』を基にした1989年のディズニーの同名アニメーション映画の実写化である。デヴィッド・マギーが脚本、ロブ・マーシャルが監督を務めた。

## あらすじ
トリトン王の娘の中で最も若く、最も反抗的なアリエルは、海の向こうの世界をもっと知りたいと願い、陸の上を訪れるうちに、勇敢なエリック王子と恋に落ちる。人魚は人間との交流を禁じられているが、アリエルは自分の心の声に従うのだった。アリエルは、邪悪な海の魔女アースラと契約し、陸上での生活を経験する機会を得るが、最終的には自分の人生と父親の王冠を危険にさらすことになるのだった。

## 登場キャラクター
- アリエル

本作の主人公。人間の世界に憧れるトリトンの末娘。海底に沈んだ陸上の物をたくさんコレクションしている。
- アースラ

かつて王宮を追放された、トリトンの妹でアリエルの叔母。兄に復讐を果たすべく、自身が海の支配権を奪おうと企む海の魔女。本作のディズニーヴィランズ。
- エリック王子

アリエルが想いを寄せる海辺の王国の王子。父親亡き後、自身の住む島を出て航海に出たいと海にあこがれを抱いている。船が難破した際に自分を助けてくれた女性を、歌声などの微かな記憶から探し求めている。
- トリトン王

アトランティカを治める海の王で、アリエルの父。アリエルが地上の世界とかかわりを持つことを快く思っていない。
- セリーナ女王

島を治める女王で、エリックの母。エリックが船で冒険することをよく思っていない。アニメには登場しない実写映画版のオリジナルキャラクター。
- グリムスビー卿

セリーナ女王の側近にして宰相。エリック王子の良き指導者。
- ヴァネッサ

アースラが人間に変身した姿。アリエルとエリックの距離が縮まったことに焦りを感じ、あらかじめ彼女から奪った声でエリックを誘惑した。
- ジョシュア
- マリガン
- ラシャーナ
- ローザ

その他、オリジナル版でアリエルの声優を担当したジョディ・ベンソンもカメオ出演している。
アリエルの姉妹達
アニメーション版では全員「A」で始まる名前だったが、実写リメイク版ではアリエルを除く全員が「A」で終わる名前に変更された。
- ペルラ

トリトン王の娘にしてアリエルの姉。長女。
- カリーナ

トリトンの娘にしてアリエルの姉。次女。
- インディラ

トリトン王の娘にしてアリエルの姉。三女。
- タミカ

トリトン王の娘にしてアリエルの姉。四女。
- マラ

トリトン王の娘にしてアリエルの姉。五女。
- カスピア

トリトン王の娘にしてアリエルの姉。六女。
声の出演
- フランダー

アリエルの親友であるオヤビッチャ。とても臆病で怖がり。
- スカットル

陽気で楽天的なシロカツオドリ。アリエルからは唯一の人間についての情報源として頼られているが、それらの情報はほとんどがデタラメであり、日常でも抜けているところが目だつ。原作では雄だが、本作では雌。
- セバスチャン

トリトン王に仕える執事長のクリスマスアカガニ。本作ではスカットルとは『ライオン・キング』におけるティモンとプンバァのような関係性である。
- フロットサムとジェットサム

アースラに仕えるドクウツボの双子。本作では台詞がない。

## キャスト
| 役名           | 俳優                                                                                   | 日本語吹替                       |
| -------------- | -------------------------------------------------------------------------------------- | -------------------------------- |
| アリエル       | ハリー・ベイリー                                                                       | 豊原江理佳                       |
| アースラ       | メリッサ・マッカーシー                                                                 | 浦嶋りんこ                       |
| エリック王子   | ジョナ・ハウアー＝キング                                                               | 海宝直人                         |
| トリトン王     | ハビエル・バルデム                                                                     | 大塚明夫                         |
| フランダー     | ジェイコブ・トレンブレイ（声）                                                         | 野地祐翔                         |
| スカットル     | オークワフィナ（声）                                                                   | 高乃麗                           |
| セバスチャン   | ダヴィード・ディグス（声）                                                             | 木村昴                           |
| ペルラ         | ロレーナ・アンドレア                                                                   | 和優希                           |
| カリーナ       | カイサ・モハマー                                                                       | 藤田曜子                         |
| インディラ     | シモーヌ・アシュリー                                                                   | 王林                             |
| タミカ         | シエナ・キング                                                                         | ますみ（天才ピアニスト）         |
| マラ           | カロリナ・コンチェット                                                                 | 鳥越まあや                       |
| カスピア       | ナタリー・ソレル                                                                       | 篠田有香                         |
| ヴァネッサ     | ジェシカ・アレクサンダー（演・声） ハリー・ベイリー（声） メリッサ・マッカーシー（声） | 沢城みゆき 豊原江理佳 浦嶋りんこ |
| セリーナ女王   | ノーマ・ドゥメズウェニ                                                                 | 塩田朋子                         |
| グリムスビー卿 | アート・マリック                                                                       | 仲野裕                           |
| ジョシュア     | ジュード・アクウディケ                                                                 | 後藤光祐                         |
| マリガン       | ジョン・デグレッシュ                                                                   | 岩崎ひろし                       |
| ラシャナ       | マルチナ・レアード                                                                     | 本田貴子                         |
| ローザ         | エミリー・コーツ                                                                       | 依田菜津                         |
| 店主           | ジョディ・ベンソン                                                                     | すずきまゆみ                     |
| 村の女性       |                                                                                        | 竹内知咲（天才ピアニスト）       |

## 製作

### 企画
2016年5月、ウォルトディズニーピクチャーズはハンス・クリスチャン・アンデルセンの『人魚姫』の実写映画化の企画を開始した。その後、2017年12月にロブ・マーシャルが監督として起用された。
2019年7月にハリー・ベイリーが主演のアリエル役に起用されたことが発表された。アフリカ系アメリカ人の歌手が起用されたことに否定的な声も上がったが、ディズニーは「ハリーが精神、心、若さ、無邪気さ、そして-輝かしい歌声-、というこの象徴的な役を演じるのに必要な本質的な素質を兼ね備えていることが極めて明らかだった」と述べた。また、監督のロブ・マーシャルは「あらゆる人、あらゆる民族の候補に会った」「我々はただ役にふさわしい俳優を探していただけ」と述べた。
撮影は当初、2020年3月ごろにロンドンで開始される予定だったが、COVID-19のパンデミックの影響で延期された。2021年1月にイギリスのパインウッドスタジオで撮影が開始され、7月に撮影が終了した。
2022年9月9日（日本時間9月10日）、ディズニーのファンイベント「D23 Expo」で実写版『リトル・マーメイド』のティーザー映像が公開された。この特報は数日で1億400万回以上再生された。
2023年3月12日（日本時間3月13日）、第95回アカデミー賞で実写版『リトル・マーメイド』の本予告が公開された。この予告は24時間で1億800万回以上再生された。
2023年4月、上映時間が2時間15分（135分）であることがアメリカの大手映画館チェーンである「AMCシアターズ」の公式サイトによって判明した。これはディズニーのアニメーション版（1時間23分）よりも52分長く、近年製作されたディズニーの実写リメイク映画の中では最も長い上映時間となる。

## 興行収入

### 北米
北米では公開から4日で1億1750万ドルの興行収入を記録した。これは2019年に公開されたアラジンを超えるもので、好調なスタートを切った。戦没将兵追悼記念日週末の興行収入としては歴代5位となった。

### アジア
大韓民国（韓国）では公開1週間の観客動員数が約47万2000人で『ワイルド・スピード/ファイヤーブースト』（64万3000人）を下回った。中華人民共和国（中国）でも公開から5日間の興行収入が1950万人民元（約3.8億円）と低調だった。
一方でフィリピンでの興行収入が440万ドル、インドネシアでの興行収入が410万ドルとそれぞれ好調で、日本でも初日から3日間で観客動員46万1000人、興行収入7億1200万円を記録し、公開初日の6月9日から11日に集計された全国映画動員ランキングで1位を記録している。実写映画の3週連続1位獲得し、9月13日までの興行収入34億円、観客動員数234万人を記録した。

## 評価

### キャスティングへの反応
元のアニメーション映画では白人で赤毛だった主人公のアリエル役に黒人女性のハリー・ベイリーが選ばれたことは賛否両論を呼んだ。Twitter上では反発する「#NotMyAriel」と肯定する「#MyAriel」の対のハッシュタグが使われた。フランス、韓国、ドイツなどの地域では公開後にレビュー爆撃が観察されたと報じられた。
否定的な反応は人種差別に基づくバックラッシュであるとの指摘もある。インターネット上ではヘイトによる荒らしも起きた。とくに「押し付けられた多様性」や「Woke」であるとの批判は、主に右翼や保守的な影響下にある人々の間で騒がれやすいと言われている。
CNNは韓国や中国などのアジア地域でも主役に黒人女性をキャスティングしたことに対する批判が相次いでいることを報じた。中国の新聞である環球時報は「これは人種差別の問題ではなく、怠惰で無責任な策略」と批判した。日本でも公開前からアリエルのイメージと違うとの批判が上がっている。
人種差別的な否定の反応に対して、製作のリン＝マニュエル・ミランダはハリー・ベイリーのキャスティングを擁護した。元のアニメーション映画でアリエルの声を務めたジョディ・ベンソンもハリー・ベイリーを称賛した。ドウェイン・ジョンソンやゼンデイヤなどのハリウッド・スターも有色人種の表現を含めて映画を褒め讃えるコメントをしている。
The Hollywood Reporterの調査によれば、ハリー・ベイリーが主役を務めることに「反対」と答えたのは17％だった。具体的には回答者の34％はキャスティングを「強く支持」、約21％は「ある程度支持している」と回答した。逆に「やや反対」は8％、「強く反対」は9％だった。

### 公開後の評価
アメリカの大手レビューサイトRotten Tomatoesでは、批評家のスコアが67%、ユーザースコアが94%という結果になっている。

## テレビ放映
| 回数 | 放送局     | 放送枠           | 放送日        | 放送時間    | 放送分数 | 吹替版     | 平均世帯 視聴率 | 備考                        | 出典   |
| ---- | ---------- | ---------------- | ------------- | ----------- | -------- | ---------- | --------------- | --------------------------- | ------ |
| 1    | 日本テレビ | 金曜ロードショー | 2025年3月21日 | 21:00-23:39 | 159分    | 劇場公開版 | 5.0%            | 地上波初放送 本編ノーカット | [ 50 ] |

- 地上波放送・関東地区のみ記載。
- 視聴率はビデオリサーチ調べ。関東地区でのデータ。